# Detroit 1-8-7
Detroit 1-8-7 est une série télévisée américaine en 18 épisodes de 42 minutes créée par Jason Richman et diffusée entre le 21 septembre 2010 et le 20 mars 2011 sur le réseau ABC.
1-8-7 fait référence au code pénal de la Californie dont les articles 187 à 199 concernent les homicides. Toutefois les articles correspondants du code pénal du Michigan commencent à 750, mais cette expression locale californienne est passée dans la culture populaire américaine.
En France, cette série est diffusée à partir du 27 janvier 2011 sur Canal+, et en Belgique, à partir du 12 juin 2015 sur RTL-TVI. Néanmoins, elle reste inédite dans les autres pays francophones.

## Synopsis
Les anecdotes et les tribulations quotidiennes de l'unité des homicides de Detroit (Michigan).

## Distribution

### Acteurs principaux
- Michael Imperioli (VF : Pierre-François Pistorio) : inspecteur Louis Fitch
- Natalie Martinez (VF : Élisabeth Ventura) : inspecteur Ariana Sanchez
- Jon Michael Hill (VF : Jean-Baptiste Anoumon) : inspecteur Damon Washington
- James McDaniel (VF : Luc Bernard) : sergent Jesse Longford
- Aisha Hinds (VF : Laura Zichy) : lieutenant Maureen Mason
- D.J. Cotrona (VF : Cédric Dumond) : inspecteur John Stone
- Shaun Majumder (VF : Frédéric Popovic) : inspecteur Aman Mahajan
- Erin Cummings (VF : Laurence Bréheret) : Dr Abbey Ward

### Acteurs récurrents et invités
- Rochelle Aytes : Alice Williams
- Xzibit : Russell Pitts (épisode 4)
- Della Reese : Lorraine Henderson (épisode 10)

## Production
Le pilote a été commandé le 4 janvier 2010. Le casting a débuté à la fin du mois avec Jon Michael Hill, Aisha Hinds, Natalie Martinez, D.J. Cotrona, Michael Imperioli, James McDaniel, Shaun Majumder et Erin Cummings.
La série est commandée le 13 mai 2010, puis lors des Upfronts cinq jours plus tard, lui est assignée la case du mardi soir à 22 h à l'automne.
En juillet 2010, Erin Cummings est promue à la distribution principale, puis Rochelle Aytes décroche un rôle récurrent. En août, le rappeur de Détroit Xzibit est invité dans un épisode, et en novembre, au tour de Della Reese.
À la suite du bon démarrage de Detroit 1-8-7 à la fin octobre 2010, ABC a commandé cinq épisodes supplémentaires portant la série vers une saison de 18 épisodes.
Le 13 mai 2011, ABC annonce l'annulation de la série.

## Épisodes
1. Train de la mort / Doublé de la pharmacie (Pilot)
2. Héros local / Par-dessus bord (Local Hero / Overboard)
3. La Maison vide / Soldat inconnu (Nobody's Home / Unknown Soldier)
4. Lav'auto / Coupure de son (Royal Bubbles / Needle Drop)
5. Salade grecque / Secrets de lycéennes (Murder in Greektown / High School Confidential)
6. L'enfant perdue / Cas d'école (Lost Child / Murder 101)
7. Rupture de fiançailles / Poubelle-surprise (Broken Engagement / Trashman)
8. Déjà vu / Tapis (Deja vu / All In)
9. Cambriolage meurtrier / Dommage collatéral (Home Invasion / Drive-By)
10. À l'abri / Un monde meilleur pour nos enfants (Shelter)
11. L'Homme de glace / Traitement de star (Ice Man / Malibu)
12. Les Clés de la ville (Key to the City)
13. Droit dans le mur (Road to Nowhere)
14. Battue à mort / Dernière Lettre (Beaten / Cover Letter)
15. Héritage / Blush et Aftershave (Legacy / Drag City)
16. Droit au cœur (Stone Cold)
17. Détroit PD Blues (Motor City Blues)
18. Au nom du père (Blackout)

## Audiences
La station WXYZ-TV de Détroit a vu des records d'audiences lors de la première, soit un résident sur trois.
Le premier épisode a été regardé par 9,34 millions de téléspectateurs, mais les audiences ont baissé pour atteindre 5 millions vers la fin.